# Gent-Wevelgem/Kattekoers-Ieper 2025
De 87e editie van de wielerwedstrijd Gent-Wevelgem/Kattekoers-Ieper vond plaats op 11 mei 2025. De 147 deelnemers moesten een parcours van 188,5 kilometer in en rond Ieper afleggen. De wedstrijd maakte deel uit van de UCI Europe Tour, met de categorie 1.2U. Door die categorie was de wedstrijd enkel toegankelijk voor beloften. De Italiaan Alessandro Borgo won, voor de Deen Patrick Frydkjær en de Brit Joshua Golliker.

## Uitslag
| Plaats  | Naam                  | Ploeg                           | tijd     |
| ------- | --------------------- | ------------------------------- | -------- |
| Winnaar | Alessandro Borgo      | Bahrain Victorious Dev.         | 4u24'44" |
| 2       | Patrick Frydkjær      | Lidl-Trek Future                | z.t.     |
| 3       | Joshua Golliker       | EF Education-Aevolo             | + 1"     |
| 4       | Baptiste Gillet       | Arkéa-B&B Hotels Cont.          | + 2"     |
| 5       | Halvor Dolven         | Wanty-Nippo-ReUz                | + 32"    |
| 6       | Ben Jochum            | Lotto Kern-Haus PSD Bank        | + 33"    |
| 7       | Tore Troelsen         | Denemarken                      | z.t.     |
| 8       | Aaron Dockx           | Alpecin-Deceuninck Dev.         | + 42"    |
| 9       | Victor Vaneeckhoutte  | Lotto Dev.                      | z.t.     |
| 10      | Matisse Van Kerckhove | Visma \| Lease a Bike Dev.      | z.t.     |
| 11      | Senna Remijn          | Alpecin-Deceuninck Dev.         | + 1'40"  |
| 12      | Jens Verbrugghe       | Israel Premier Tech Acad.       | z.t.     |
| 13      | Adrien Boichis        | Red Bull-BORA-hansgrohe Rookies | + 1'56"  |
| 14      | Matijs Van Strijthem  | Soudal Quick-Step Dev.          | + 1'59"  |
| 15      | Thomas Capra          | Bahrain Victorious Dev.         | z.t.     |
| 16      | Liam Van Bylen        | Lotto Dev.                      | z.t.     |
| 17      | Milan De Ceuster      | Lotto Dev.                      | z.t.     |
| 18      | Jelle Harteel         | Soudal Quick-Step Dev.          | z.t.     |
| 19      | Noah Hobbs            | EF Education-Aevolo             | z.t.     |
| 20      | Zeno Moonen           | Wanty-Nippo-ReUz                | z.t.     |